# Chrudim IV
Chrudim IV (Jánské Předměstí) je část okresního města Chrudim. Nachází se na severu Chrudimi. V roce 2009 zde bylo evidováno 1325 adres. V roce 2011 zde trvale žilo 9633 obyvatel. Její součástí je ves Markovice (něm. Markowitz, k 1350 Sankt Markus).
Chrudim IV leží v katastrálních územích Chrudim o výměře 20,72 km2 a Topol o výměře 4,63 km2.